# بنك أذربيجان الدولي
بنك أيه بي بي (من الأذرية: Azərbaycan Beynəlxalq Bankı ) (المعروف سابقًا باسم بنك أذربيجان الدولي ) هو أكبر بنك في أذربيجان، وهو شركة مساهمة عامة تملك الدولة الأذربيجانية أسهمها. يقع مكتبه الرئيسي في أذربيجان. 
أعاد البنك تسمية نفسه إلى بنك أيه بي بي في عام ٢٠٢١ بعد ورود تقارير عن عدة فضائح فساد. وكان للبنك دور محوري في فضيحة غسل الأموال الأذربيجانية . 

## تاريخ البنك
تأسس بنك أيه بي بي في 10 يناير 1992 كبنك مساهمة. يُعدّ بنك أيه بي بي حاليًا أحد البنوك الرائدة في منطقة جنوب القوقاز من حيث الأصول وقاعدة العملاء ومحفظة العمليات الدولية. بامتلاكه 66 فرعًا و13 فرعًا فرعيًا في مختلف مناطق أذربيجان، يُقدّم البنك خدمات مصرفية شاملة للعملاء من الأفراد والشركات. يبلغ عدد الكيانات القانونية التي يخدمها البنك حوالي 18,000 كيان قانوني، بينما يتجاوز عدد العملاء الأفراد 2.2 مليون عميل. ويعمل لدى البنك أكثر من 3,100 موظف. 
وفقًا لمرسوم رئيس جمهورية أذربيجان رقم 1174 بتاريخ 5 نوفمبر 2020، "بشأن ضمان أنشطة شركة أذربيجان للاستثمار القابضة"، تم نقل شركة بنك أيه بي بي المساهمة المفتوحة إلى إدارة شركة أذربيجان للاستثمار القابضة.
باعتباره مؤسسة متعددة الاستخدامات، يعمل بنك أذربيجان الدولي كبنك عالمي، مستفيدًا من حضوره الوطني إلى جانب البنوك التابعة له في روسيا وجورجيا وقطر، إلى جانب مكاتب التمثيل الدولية الموجودة في مواقع استراتيجية في لندن وفرانكفورت ولوكسمبورج ودبي ونيويورك.

## شبكة الخدمة
تشارك بنك أيه بي بي بشكل وثيق في المشاريع الحكومية واسعة النطاق في قطاعات مثل كيمياء النفط والنقل والاتصالات والطاقة وغيرها. كما تدعم بنشاط تمويل الشركات الكبيرة والصغيرة والمتوسطة الحجم.
في عام ١٩٩٦، أسست بنك أيه بي بي شركة "أذركارد"، التي كانت بمثابة قاعدة لقطاع معالجة البطاقات في البلاد. في عام ١٩٩٧، بدأ البنك تعاونه مع فيزا وماستركارد، ثم أعلن لاحقًا عن شراكات مع أنظمة دفع دولية، بما في ذلك أمريكان إكسبريس ويونيون باي ودينرز كلوب وجيه سي بي.
تمتلك بنك أيه بي بي أكبر شبكة محلية من أجهزة الصراف الآلي، تضم أكثر من 900 جهاز، وأكثر من 13,000 نقطة بيع موزعة على نقاط البيع التجارية والخدمية في جميع أنحاء أذربيجان. كما توفر بنك أيه بي بي دفع المعاشات التقاعدية والأجور عبر بطاقات الدفع. ويبلغ عدد بطاقات الدفع النشطة للبنك حاليًا أكثر من 1.3 مليون بطاقة.
في عام 2019، قدمت بنك أيه بي بي منتج تامكارت متعدد الوظائف.  في عام 2020، قدم البنك بطاقات أيه بي بي ميلز للعملاء.

## العضويات
تعد شركة ABB عضوًا في المنظمات والأنظمة المهنية التالية:
- جمعية بنوك أذربيجان (ABA)
- اتحاد البورصات الأوروبية الآسيوية
- جمعية الاتصالات المالية العالمية بين البنوك (سويفت)
- نظام الدفع الدولي ماستركارد الدولية
- نظام الدفع الدولي فيزا الدولية
- نظام الدفع الدولي أمريكان إكسبريس
- نظام المعلومات الدولي رويترز
- غرفة التجارة الأذربيجانية الأمريكية
- بورصة باكو

## أنظر أيضاً
- البنك الدولي لأذربيجان-جورجيا
- IBA-موسكو
- أذربيجان
- مانات أذربيجاني
- الخدمات المصرفية في أذربيجان
- البنك المركزي الأذربيجاني
- اقتصاد أذربيجان
- قائمة البنوك في أذربيجان

## روابط خارجية
- الموقع الرسمي